# Ján Hollý

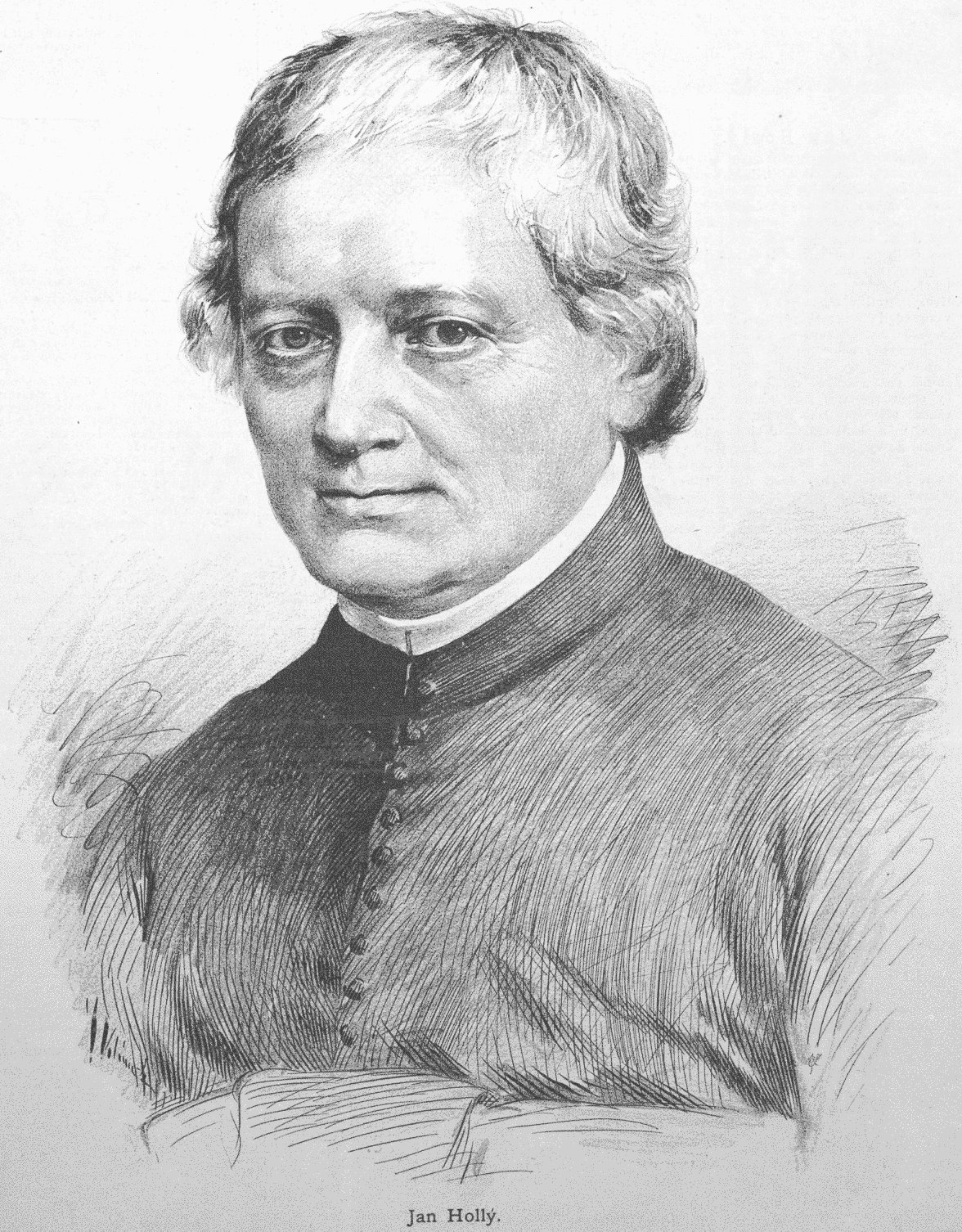
Ján Hollý

Ján Hollý, född 24 mars 1785 i Borský Mikuláš, död 14 april 1849 i Dobrá Voda, var en slovakisk präst och skald. 
Hollý, som var präst i romersk-katolska kyrkan, översatte redan under studietiden hela Aeneiden samt valda delar av Homeros, Theokritos, Ovidius och Horatius och anses som slovakernas främste poet i den äldre episka stilriktningen. Formellt påverkad av antikens mästare och i sin slaviska uppfattning av Ján Kollár, skrev han flera hjältedikter med ämnen från slovakernas dunkla sagovärld, Swatopluk, epos i tolv sånger (1833), Cirillo-Metodiada (1835) och Sláw (1839). Mest lyckad är han i de rent folkliga motiven. Dessutom utgav han två band religiösa dikter, Kalolíckí Spewňik (1842–46). Hans samlade verk utkom 1842 i fyra delar och en vald upplaga med moderniserad ortografi 1863.